# Phát Diêm
Phát Diêm（發艷）è una città del Vietnam ubicata a circa 30 km dalla città di Hoa Lư e circa 120 km a sud di Hanoi. La città ospita un grande complesso architettonico, il più importante del Vietnam dedicato alla religione cattolica.

## Il complesso di Phát Diêm
Il complesso di Phát Diêm è una strana commistione di stili tra l'architettura cinese, quella vietnamita ed i canoni classici dell'architettura romanica.
Il complesso è costituito dalla cattedrale della Regina del Rosario, di fronte alla quale, separato, si trova un campanile, da un teatro (il Teatro Nam Thanh), dalla Cappella del Cuore Immacolato di Maria (comunemente chiamata la Chiesa di pietra) e da quattro cappelle minori dedicate al Sacro Cuore, a San Rocco, a San Pietro e a San Giuseppe, ubicate sui fianchi della cattedrale.
Il complesso, costruito alla fine del XIX secolo su iniziativa del missionario Padre Six (1825-1892), richiese per la sua costruzione un importante sforzo tecnico: il terreno era infatti all'epoca paludoso e le fondazioni richiesero l'infissione nel terreno di migliaia di pali di bambù di lunghezza di 20–30 m. ed il trasporto e la messa in sito di tonnellate di materiale pietroso, utilizzando una tecnica già sperimentata nella costruzione dei palazzi di Venezia.

### La cattedrale
Costruita nel 1891, la cattedrale è l'edificio più grande del complesso: le 4 capriate del suo ampio tetto sono sostenute da 52 colonne; altre 16 colonne, alte 11 m., sostengono la navata centrale. Tutta la volta, ed in particolare le travature, appaiono riccamente decorate.

### I danni della guerra
Il 15 agosto 1972, durante la Guerra del Vietnam, una bomba americana cadde nel bel mezzo del complesso; la bomba non provocò danni diretti, tuttavia l'onda d'urto distrusse la Cappella di San Pietro e mandò in frantumi le porte, le vetrate ed il tetto della Cattedrale; inoltre le pareti della Cattedrale e quelle della Cappella di San Giuseppe assunsero un'inclinazione inquietante.

I fedeli di tutta la zona si mobilitarono per il restauro del complesso, sia con contributi in denaro sia lavorandovi materialmente, sia anche portando materiali da altri edifici della zona distrutti dai bombardamenti.
Oggi Phát Diêm è un sito classificato tra il Patrimonio Nazionale del Vietnam ed è una delle destinazioni più conosciute ed apprezzate del nascente turismo nel Paese.